# Mimapatelarthron laosense
Mimapatelarthron laosense là một loài bọ cánh cứng trong họ Cerambycidae.